# Liste des évêques de Sekondi-Takoradi
La liste des évêques de Sékondi-Takoradi recense les noms des évêques qui se sont succédé sur le siège épiscopal de  Sékondi-Takoradi au Ghana depuis la création du diocèse de Sékondi-Takoradi (Dioecesis Sekondiensis-Takoradiensis) le 20 novembre 1969, par détachement de l'archidiocèse de Cape Coast (en).

## Sont évêques
- 20 novembre 1969-† 7 octobre 1980 : Joseph Essuah (Joseph Amihere Essuah)
- 7 octobre 1980-30 novembre 1981 : siège vacant
- 30 novembre 1981-† 13 janvier 1998 : Charles Sam (Charles Kweku Sam)
- 27 juin 1998-14 décembre 2011 : John Darko (John Martin Darko)
- 14 décembre 2011-3 juillet 2014 : siège vacant
- 3 juillet 2014-2 janvier 2019 : John Bonaventure Kwofie (en)[1], nommé archevêque d'Accra .

### Source
- (en) Fiche du diocèse sur catholic-hierarchy.org